# Paul Henry in Prosper Henry
| 125 Liberatriks | 11. september 1872 | P.M. Henry |
| 126 Veleda      | 5. november 1872   | P.P. Henry |
| 127 Johana      | 5. november 1872   | P.M. Henry |
| 141 Lumen       | 13. januar 1875    | P.P. Henry |
| 148 Galija      | 7. avgust 1875     | P.M. Henry |
| 152 Atala       | 2. november 1875   | P.P. Henry |
| 154 Berta       | 4. november 1875   | P.M. Henry |
| 159 Emilija     | 26. januar 1876    | P.P. Henry |
| 162 Laurencija  | 21. april 1876     | P.M. Henry |
| 164 Eva         | 12. julij 1876     | P.P. Henry |
| 169 Zelija      | 28. september 1876 | P.M. Henry |
| 177 Irma        | 5. november 1877   | P.P. Henry |
| 186 Celuta      | 6. april 1878      | P.M. Henry |
| 227 Filozofija  | 12. avgust 1882    | P.P. Henry |

Brata Paul Henry in Prosper Henry sta bila francoska astronoma in optika.
Paul-Pierre Henry (Paul Henry), * 21. avgust 1848, Nancy, Francija, † 4. januar 1905, Pariz, Francija.
Mathieu-Prosper Henry (Prosper Henry), * 10. december 1849, Nancy, Francija, † 25. julij 1903, Pariz, Francija.

## Delo
Izdelala sta refraktorski daljnogled in nekatere druge naprave za opazovanje neba. Odkrila sta 14 asteroidov. Središče za male planete ju kot odkritelja asteroidov označuje kot »P.P. Henry« (Paul Henry) in »P.M. Henry« (Prosper Henry) (glej seznam odkritih asteroidov desno).
Skupaj sta odkrila 14 asteroidov. Vsakemu se priznava po 7 odkritij.
Sodelovala sta tudi pri projektu izdelave zvezdnega kataloga, ki se je začel v 19. stoletju (sodelovalo je 20 observatorijev po svetu).

## Priznanja

### Poimenovanja
V njuno čast so poimenovali udarni krater na Luni (Brata Henry) in asteroid glavnega asteroidnega pasu 1516 Henry.

### Paul Henry
- AN 167 (1905) 223/224 (nemško)
- MNRAS 65 (1905) 349 (angleško)
- Obs 28 (1905) 110 (angleško)
- PASP 17 (1905) 77 (angleško)

### Prosper Henry
- AN 163 (1903) 381/382 (francosko)
- MNRAS 64 (1904) 296 (angleško)
- Obs 26 (1903) 396 (angleško)
- PASP 15 (1903) 230 (angleško)